# Nicole Bobek
Nicole Bobek (Chicago, Illinois, 23 de agosto de 1978) é uma ex-patinadora artística americana.
Em 2010 foi condenada a cinco anos pela acusação de participar de uma rede de distribuição de drogas.

## Principais resultados
| Resultados | Resultados       | Resultados        | Resultados      | Resultados    | Resultados    | Resultados        | Resultados        | Resultados        | Resultados        | Resultados        | Resultados       | Resultados    |
| Internacional | Internacional    | Internacional     | Internacional   | Internacional | Internacional | Internacional     | Internacional     | Internacional     | Internacional     | Internacional     | Internacional    | Internacional |
| Evento/Temporada | 1988– 1989       | 1989– 1990        | 1990– 1991      | 1991– 1992    | 1992– 1993    | 1993– 1994        | 1994– 1995        | 1995– 1996        | 1996– 1997        | 1997– 1998        | 1998– 1999       |               |
| --- | ---------------- | ----------------- | --------------- | ------------- | ------------- | ----------------- | ----------------- | ----------------- | ----------------- | ----------------- | ---------------- | ------------- |
| Jogos Olímpicos |                  |                   |                 |               |               |                   |                   |                   |                   | 17.ª              |                  |               |
| Campeonato Mundial |                  |                   |                 |               |               | 25.ª              | Medalha de bronze |                   | 13.ª              |                   |                  |               |
| GP Cup of Russia |                  |                   |                 |               |               |                   |                   |                   |                   | 6.ª               |                  |               |
| GP Nations Cup |                  |                   |                 |               |               |                   |                   | Medalha de bronze |                   |                   |                  |               |
| GP Skate America |                  |                   |                 |               |               |                   |                   | 6.ª               |                   |                   | 4.ª              |               |
| GP Skate Canada International |                  |                   |                 |               |               |                   |                   |                   |                   | 5.ª               |                  |               |
| GP Trophée Lalique |                  |                   |                 |               |               |                   |                   |                   |                   |                   | Medalha de prata |               |
| Karl Schäfer Memorial |                  |                   | Medalha de ouro |               |               |                   |                   |                   |                   |                   |                  |               |
| Jogos da Boa Vontade |                  |                   |                 |               |               | 7.ª               |                   |                   |                   |                   |                  |               |
| Skate America |                  |                   |                 |               | 6.ª           |                   | 7.ª               |                   |                   |                   |                  |               |
| Trophée Lalique |                  |                   |                 |               |               | 5.ª               |                   |                   |                   |                   |                  |               |
| Internacional – Júnior |                  |                   |                 |               |               |                   |                   |                   |                   |                   |                  |               |
| Campeonato Mundial Júnior |                  |                   | 4.ª             |               | 16.ª          |                   |                   |                   |                   |                   |                  |               |
| Nacional |                  |                   |                 |               |               |                   |                   |                   |                   |                   |                  |               |
| Campeonato dos Estados Unidos |                  |                   | 8.ª             | 7.ª           | 5.ª           | Medalha de bronze | Medalha de ouro   | WD                | Medalha de bronze | Medalha de bronze |                  |               |
| Campeonato dos Estados Unidos – Júnior |                  | Medalha de peltre |                 |               |               |                   |                   |                   |                   |                   |                  |               |
| Campeonato dos Estados Unidos – Noviço | Medalha de prata |                   |                 |               |               |                   |                   |                   |                   |                   |                  |               |
| U.S. Olympic Festival |                  | 7.ª               | Medalha de ouro |               |               |                   |                   |                   |                   |                   |                  |               |
| |                  |                   |                 |               |               |                   |                   |                   |                   |                   |                  |               |
| Legenda: GP = Grand Prix; WD = Abandonou; Competição não foi disputada nesta temporada; Competição não fez parte do GP/CS; Competição fez parte do GP/CS |                  |                   |                 |               |               |                   |                   |                   |                   |                   |                  |               |